# مينسك بلانيتاريوم
مينسك بلانيتاريوم هي مؤسسة تعليمية حكومية تقع في مدينة مينسك عاصمة بيلاروسيا، افتتحت بتاريخ 29 يوليو 1965. هي أكبر قبة فلكية ثابتة في بيلاروسيا، وهي عضو في الرابطة الأوروبية الآسيوية للقبة السماوية.
النشاط الرئيسي هو تعميم علم الفلك والملاحة الفضائية والعلوم الطبيعية الأخرى.